# بتانسوس
بتانزوس (به اسپانیایی: Betanzos) یکی از دهستان‌های اسپانیا است که در استان لاکرونیا واقع شده‌است.

## خصوصیات
بتانزوس ۲۴٫۱۹ کیلومترمربع مساحت و ۱۳٬۵۲۲ نفر جمعیت دارد و ۳۶ متر بالاتر از سطح دریا واقع شده‌است.